# 阿瑞斯泰俄斯（克罗同）
阿瑞斯泰俄斯（克罗同），古希腊数学家之一，毕达哥拉斯的女婿。他亦撰写过数学著作。